# Tibe De Vlieger
Tibe De Vlieger (Gand, 5 novembre 2004) è un calciatore belga, centrocampista del Gent.

## Carriera

### Club
È cresciuto nel settore giovanile del Gent, con cui ha firmato il primo contratto professionistico il 13 dicembre 2021, venendo promosso nella squadra riserve impegnata in terza divisione. Ha debuttato in prima squadra il 16 gennaio 2024 nell'incontro di Coppa del Belgio perso 1-0 contro il Club Bruges.

### Nazionale
Ha giocato con la nazionale belga Under-19.

## Statistiche

### Presenze e reti nei club
Statistiche aggiornate al 20 febbraio 2025.
| Stagione        | Squadra         | Campionato      | Campionato | Campionato | Coppe nazionali | Coppe nazionali | Coppe nazionali | Coppe continentali | Coppe continentali | Coppe continentali | Altre coppe | Altre coppe | Altre coppe | Totale | Totale | Totale |
| Stagione        | Squadra         | Comp            | Pres       | Reti       | Comp            | Pres            | Reti            | Comp               | Pres               | Reti               | Comp        | Pres        | Reti        | Pres   | Reti   |        |
| --------------- | --------------- | --------------- | ---------- | ---------- | --------------- | --------------- | --------------- | ------------------ | ------------------ | ------------------ | ----------- | ----------- | ----------- | ------ | ------ | ------ |
| 2022-2023       | Gent            | D3              | 16         | 2          | -               | -               | -               | -                  | -                  | -                  | -           | -           | -           | 16     | 2      |        |
| 2023-2024       | Gent            | D3              | 18         | 9          | -               | -               | -               | -                  | -                  | -                  | -           | -           | -           | 18     | 9      |        |
| 2024-2025       | Gent            | D3              | 14         | 4          | -               | -               | -               | -                  | -                  | -                  | -           | -           | -           | 14     | 4      |        |
| 2023-2024       | Gent            | PL              | 3          | 0          | CB              | 1               | 0               | UECL               | 1                  | 0                  | -           | -           | -           | 5      | 0      |        |
| 2024-2025       | Gent            | PL              | 3          | 0          | CB              | 2               | 0               | UECL               | 5                  | 0                  | -           | -           | -           | 10     | 0      |        |
| Totale carriera | Totale carriera | Totale carriera | 54         | 15         |                 | 3               | 0               |                    | 6                  | 0                  |             | -           | -           | 63     | 15     |        |